# کلم فیور
کلم فیور(به انگلیسی: Colm Feore) (زاده ۲۲ اوت ۱۹۵۸) بازیگر سینما، تلویزیون و تئاتر است.

## فیلم‌شناسی
- ۲۴
- ۲۴: رستگاری
- ولنتاین غارنشین است
- شهر فرشته‌ها
- سال سالینجر من
- جک رایان
- شب‌هنگام در منهتن
- آکادمی آمبرلا (مجموعه تلویزیونی)
- مراقبت‌های ویژه
- شیطان کوچک‌تر
- معامله